# Лавочкин
Конструкторско бюро „С. А. Лавочкин“ (официално на руски: Научно-производственное объединение имени С. А. Лавочкина) е компания в Русия със седалище в град Химки, Московска област.
Това е предприятие от руската ракетно-космическа промишленост. Основните произвеждани продукти понастоящем са космически кораби и горните етапи на космическите ракети.

## Продукция
Авиационна техника и въоръжение
- Серийни самолети с бутален двигател – изтребители ЛаГГ-1 (1939 г.), ЛаГГ-3 (1940 г.), Ла-9 (1946 г.), Ла-11 (1947 г.)
- Сериен реактивен самолет – изтребител Ла-15 (1948 г.)
- Опитни реактивени самолети – изтребители, Ла-150 (1946 г.), Ла-152 (1946 г.), Ла-156 (1947 г.), Ла-160 (1947 г.), Ла-168 (1948 г.), Ла-174ТК (1948 г.), Ла-176 (1948 г.), Ла-190 (1951 г.), Ла-200 (1949 г.), Ла-250 (1956 г.)
- Зенитна управляема ракета за противовъздушната отбрана на Москва, Зенитна управляема ракета В-300 и В-500 – в рамките на първата национална система за противовъздушна отбрана „Беркут“ (С-25) в 1950-1955 г.
- Ракета „въздух-въздух“ Г-300 – умален модел на ракетата В-300
- Първата в света свръхзвукова крилата ракета „Буря“ (1956 г.)